# Lucifuga lucayana
Lucifuga lucayana is een straalvinnige vissensoort uit de familie van naaldvissen (Bythitidae). De wetenschappelijke naam van de soort is voor het eerst geldig gepubliceerd in 2006 door Møller, Schwarzhans, Iliffe & Nielsen.